# Oliver North
Oliver Laurence North (nascut el 7 d'octubre de 1943 a San Antonio, Texas) un ex tinent coronel del Cos de Marines (Infanteria de Marina) dels Estats Units destinat al servei de Ronald Reagan. North és recordat per la seva implicació en l'escàndol de l'Iran-Contra, on es va donar a conèixer que de manera il·lícita es van vendre armes a Iran per poder finançar els contra-revolucionaris o contras de Nicaragua (tècnicament alta traïció) durant la presidència de Ronald Reagan el qual el va acomiadar el 1986 per mentir als seus superiors i "actuar sense el seu consentiment" en aquell desafortunat assumpte (Iran-Contra). La seva participació el va portar a ser condemnat, encara que mai va ingressar a la presó atès que el seu testimoni públic li garantia la immunitat. Va intentar ser senador pel Partit Republicà, el qual va donar el seu suport a un candidat independent. Avui dia, treballa per a la cadena 
conservadora Fox News Channel. A l'octubre del 2006 va viatjar a Nicaragua per realitzar campanya contra Daniel Ortega, encara que no va donar suport a Eduardo Montealegre (candidat favorit dels Estats Units), fent petició de vot per a l'altre candidat conservador José Rizo.
North ha escrit diversos llibres, incloent-hi Under Fire, One More Mission, War Stories, Operation Iraqi Freedom, Mission Compromised, Jericho Sanction, i The assassins.
El seu últim llibre, American Heroes, va ser llançat a nivell nacional als EUA el 6 de maig de 2008. En aquest llibre, North s'ocupa de qüestions de defensa contra el terrorisme global, la Jihad, i l'islam radical des de la seva perspectiva d'oficial de l'exèrcit i assessor de seguretat nacional i també com a corresponsal de guerra. North és també columnista sindicat.

## Curiositats
El 1991, Oliver North, va aparèixer en la primera temporada de The Jerry Springer Show.
Encara que fou criat com a catòlic romà, des de fa molt de temps assisteix als serveis de protestants evangèlics amb la seva família.
North és un membre de la junta de l'ANR i havia aparegut a la convenció de l'ANR nacional en 2007 i la del 2008. and 2008.
Gwar, una banda de heavy metal satírica, formada a Richmond, Virginia el 1984, va llançar una cançó titulada "Ollie North" en el seu àlbum debut el 1988 Hell-O.
En la temporada 4a d'American Dad! en l'episodi "Stanny Slickers II: The Legend of Ollie's Gold" està relat amb Oliver North i l'Iran-Contra.

## Condecoracions
- Estrella de Plata
- Estrella de Bronze amb distintiu al Valor
- Cor Porpra (2)
- Medalla del Servei Meritori de Defensa
- Medalla del Servei Meritori
- Medalla del Servei Lloable a la Marina i al Cos de Marines amb Distintiu al Valor i 2 Estrelles
- Medalla del Servei Realitzat a la Marina i al Cos de Marines amb 1 estrella
- Galó d'Acció de Combat
- Elogi d'Unitat Naval
- Elogi d'Unitat Naval Meritòria amb 1 estrella
- Medalla del Servei a la Defensa Nacional
- Medalla del Servei al Vietnam amb 5 estrelles
- Galó del Desplegament de Servei al Mar amb 1 estrella
- Galó de la Marina i del Cos de Marines pel Servei a Ultramar
- Creu a la Valentia (Vietnam)
- Citació d'Unitat de la Creu a la Valentia (Vietnam)
- Medalla de Campanya de Vietnam

- Insignia de Paracaigudista bàsica
- Insígnia de Servei Presidencial
- Insígnia d'expert en punteria amb fusell
- Insígnia d'expert en punteria amb pistola